# Erzbistum Paraíba
Das Erzbistum Paraíba (lat.: Archidioecesis Parahybensis) ist eine in Brasilien gelegene römisch-katholische Erzdiözese mit Sitz in João Pessoa im Bundesstaat Paraíba.

## Geschichte
Das Bistum Paraíba wurde am 27. April 1892 durch Papst Leo XIII. aus Gebietsabtretungen des Bistums Olinda errichtet. Am 29. Dezember 1909 gab das Bistum Paraíba Teile seines Territoriums zur Gründung des Bistums Natal ab. Das Bistum Paraíba wurde am 5. Dezember 1910 dem Erzbistum Olinda als Suffraganbistum unterstellt. Am 6. Februar 1914 erfolgte eine Gebietsabtretung zur Gründung des Bistums Cajazeiras. Mit gleichem Datum wurde das Bistum Paraíba zum Erzbistum erhoben.
Das Erzbistum Paraíba gab am 14. Mai 1949 Teile seines Territoriums zur Gründung des Bistums Campina Grande ab. Eine weitere Gebietsabtretung erfolgte am 11. Oktober 1980 zur Gründung des Bistums Guarabira.
Eine Persönlichkeit, die – neben den Bischöfen – das Erzbistum Paraíba in der zweiten Hälfte des 20. Jahrhunderts prägte, war Monsenhor Aloísio Catão (1931–2021).

## Bischöfe von Paraíba

### Bischöfe
- Adauctus Aurélio de Miranda Henriques, 1894–1914

### Erzbischöfe
- Adauctus Aurélio de Miranda Henriques, 1914–1935
- Moisés Ferreira Coelho, 1935–1959
- Mário de Miranda Vilas-Boas, 1959–1965
- José Maria Pires, 1965–1995
- Marcelo Pinto Carvalheira OSB, 1995–2004
- Aldo de Cillo Pagotto SSS, 2004–2016
- Manoel Delson Pedreira da Cruz OFMCap, seit 2017